# Droga I/2 (Czechy)
Droga I/2 (cz. Silnice I/2) – droga I kategorii w Czechach. Arteria rozpoczyna się na granicy Pragi i biegnie przez Kutną Horę do Pardubic.
Aktualny przebieg drogi funkcjonuje od 1998 roku, w wyniku zmiany numeracji dróg II/333 Praga – Kutná Hora, I/33 Kutná Hora – Přelouč oraz II/322 Přelouč – Pardubice. Do tego czasu przez długie lata numer 2 nie był przypisany do żadnej drogi.
W latach 1940–1945 droga na odcinku Kutná Hora – Přelouč stanowiła fragment Reichsstraße 366.